# Synagoga Majera Berlinera w Łodzi
Synagoga Majera Berlinera w Łodzi – prywatny dom modlitwy znajdujący się w Łodzi przy ulicy Zachodniej 40.
Synagoga została zbudowana w 1898 roku z inicjatywy Majera Berlinera. Mogła pomieścić 30 osób. Podczas II wojny światowej hitlerowcy zdewastowali synagogę.